# Devetak
Devetak je priimek v Sloveniji, ki ga je po podatkih Statističnega urada Republike Slovenije na dan 1. januarja 2010 uporabljalo 158 oseb in je med vsemi priimki po pogostosti uporabe uvrščen na 2.812. mesto.

## Znani nosilci priimka
- Aleksandra Devetak (*1947), knjižničarka, zamejska kulturna delavka v Gorici (Italija)
- Alex Kama Devetak (*1992), knjižničar, pisatelj in dramatik v zamejstvu
- Boris Devetak, igralec, humorist (v zamejstvu)
- Daniel Devetak, novinar
- Danilo Devetak (1891—1916), slikar
- Dušan Devetak (*1953), biolog, entomolog, prof. FNM UM
- Emil Devetak (*1934), zamejski zgodovinar, prof., kulturni delavec
- Gabrijel Devetak (1924—2006), zborovodja, glasbeni pedagog
- Gabrijel Devetak (1938—2014), ekonomist, strokovnjak za trženje in inovacije, prof.
- Igor Devetak, oblikovalec
- Igor Devetak (*1969), novinar, uredenik Primorskega dnevnika
- Iztok Devetak, kemik, ekolog, univ. prof. za področje kemija v izobraževanju PEF UL
- Ilka Devetak-Bignami (1896—1944), partizanska obveščevalka
- Jurij Devetak (*1997), zamejski stripovski avtor in ilustrator
- Karlo Devetak (*1957), zamejski sociolog
- Leopold Devetak (*1943), zamejski prosvetni in kulturni delavec
- Miha Devetak, fizik
- Marcellino Devetak (1922—1983), zamejski partizan in politik
- Josip Devetak (1825—1899), podjetnik in politik
- Remo Devetak (1933—2017), zamejski kulturni in politični delavec
- Robert Devetak, zgodovinar Goriške (dr. 2019)
- Silva Devetak (1928—?), likovna pedagoginja, tehn., restavratorka, slikarka
- Silvo Devetak (*1938), pravnik, univ. prof., publicist, strokovnjak za etnična vprašanja, ambasador znanosti
- Tanja Devetak, oblikovalka oblačil/tekstila